# Manifestações do 15 de Setembro
As Manifestações de 15 de Setembro foram acções de protesto contra a troika e as medidas de austeridade impostas pelo Governo, que teve lugar a 15 de Setembro de 2012, do Norte a Sul de Portugal. A iniciativa foi lançada nas redes sociais por um grupo de 30 cidadãos, tendo como principal objectivo trazer à rua a indignação dos portugueses.
Os momentos de maior tensão com a polícia viveram-se em Lisboa, junto à delegação do FMI e frente à escadaria da Assembleia da República (onde, segundo a organização, estiveram presentes 500 mil manifestantes) e em Aveiro.
Estes protestos terão sido as maiores manifestações desde o 1º Primeiro de Maio em 1974.